# America (iate)

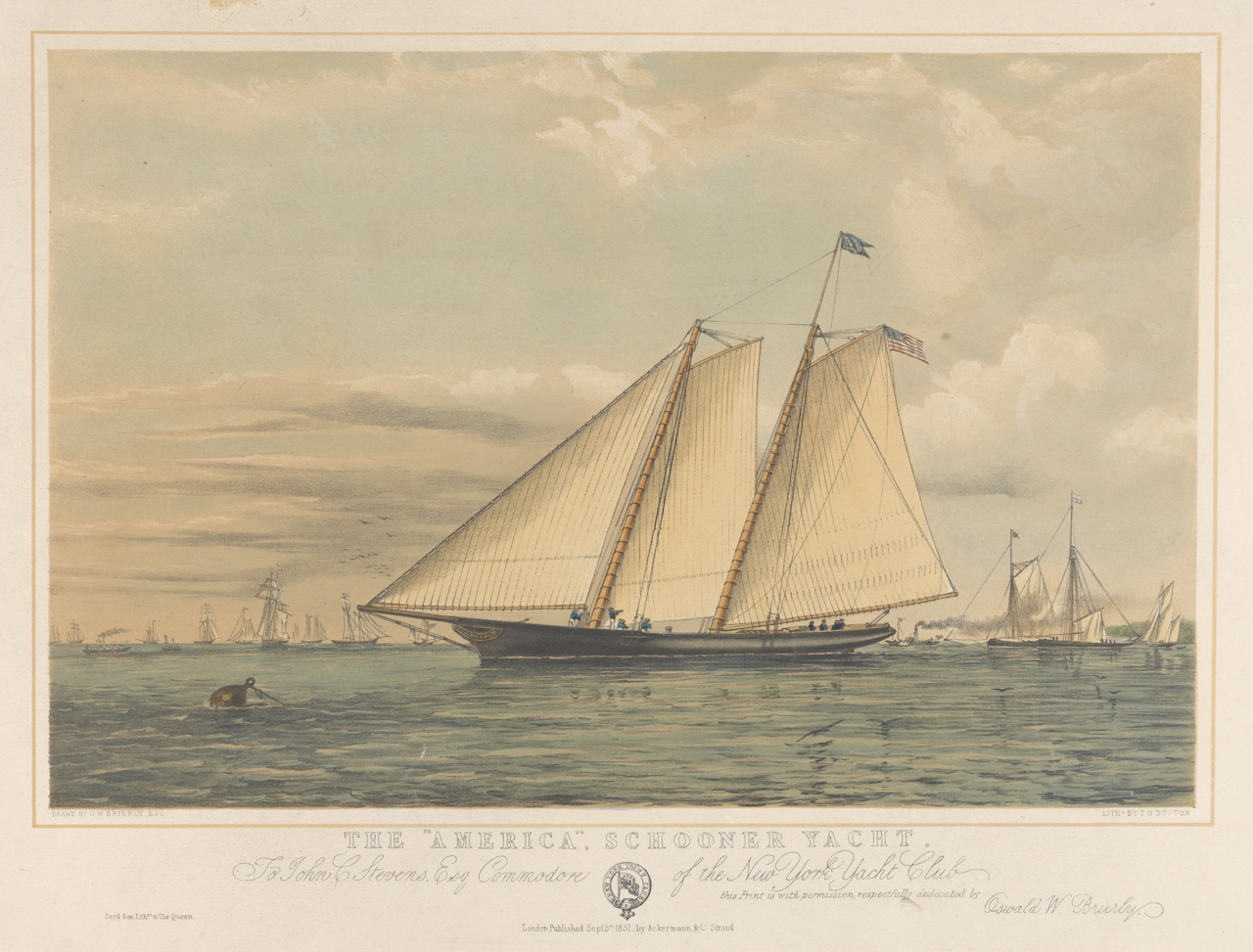

America foi um iate de corrida do século XIX e o primeiro vencedor do troféu internacional de vela da America's Cup.
Em 22 de agosto de 1851, a América venceu a regata de 85 km do Royal Yacht Squadron em torno da Ilha de Wight por 18 minutos. A "One Hundred Sovereign Cup" do Esquadrão ou "£ 100 Cup", foi posteriormente renomeada em homenagem ao iate vencedor original.